# Casama leporina
Casama leporina är en fjärilsart som beskrevs av Hans Zerny 1935. Casama leporina ingår i släktet Casama och familjen tofsspinnare. Inga underarter finns listade i Catalogue of Life.